# Aethiopopactes fasciatus
Aethiopopactes fasciatus är en kräftdjursart som beskrevs av Franco Ferrara och Stefano Taiti 1985. Aethiopopactes fasciatus ingår i släktet Aethiopopactes och familjen Eubelidae. Inga underarter finns listade i Catalogue of Life.